# Aeroportul Nargana
Aeroportul Nargana (IATA: NGN) este un aeroport din Guna Yala, Panama.
aeroportul dispune de o singură pistă.